# Peter Nicol
Peter Nicol, MBE (* 5. April 1973 in Inverurie) ist ein ehemaliger schottisch-englischer Squashspieler. Sein größter Erfolg war der Gewinn der Weltmeisterschaft 1999. Als erste britische Nummer eins der Welt hielt er sich insgesamt 60 Monate an der Spitze der Rangliste.

## Karriere
Peter Nicol gewann in seiner vierzehnjährigen Karriere alle prestigereichen Titel, die es auf der Profi-Tour im Squash zu gewinnen gab. Er gewann mehrfach die US Open, die British Open, das Tournament of Champions, die PSA Super Series, mehrere Goldmedaillen bei den Commonwealth Games und war insgesamt 60 Monate Weltranglistenerster.
Höhepunkt seiner Karriere war 1999 der Gewinn der Weltmeisterschaft mit einem glatten Sieg über Ahmed Barada. Bereits 1997 und 1998 hatte er das Endspiel erreicht, verlor dieses aber jeweils gegen Rodney Eyles und Jonathon Power. Da in den beiden Folgejahren wegen Sponsoringproblemen keine Weltmeisterschaft durchgeführt werden konnte, galt der Linkshänder kampflos für drei Jahre als Weltmeister. Bemerkenswert ist vor allem seine konstante Positionierung in der Weltrangliste: Insgesamt war er fünf Jahre die Nummer eins der Welt, wobei er die Position in den Jahren 2002 und 2003 ohne Unterbrechung für sich beanspruchte. Außerdem war er der erste britische Weltranglistenerste überhaupt. Seit Squash 1998 bei den Commonwealth Games als Wettbewerb aufgenommen wurde, hatte es bis zu Nicols Karriereende kein Einzelfinale ohne ihn gegeben. Zweimal gewann er Gold im Einzel, was ihm ebenso im Doppel gelang.
Nicols Karriere wurde im gesamten Verlauf von der Rivalität mit Jonathon Power geprägt. In der endgültigen Statistik konnte sich Nicol mit 22 Siegen gegenüber 21 Niederlagen gegen Power behaupten. 2006 beendete Nicol seine Karriere anlässlich der Weltmeisterschaft in Kairo. Sein letztes Match verlor er gegen Thierry Lincou im Viertelfinale mit 1:3. In der Weltrangliste wurde er das letzte Mal im September 2006 auf Position sechs geführt.
Aufgrund zahlreicher Verdienste und Leistungen im Squashsport wurde Peter Nicol 1999, im Jahr seines Weltmeistertitels, vom britischen Königshaus der Ehrentitel Member of the British Empire (MBE) verliehen.

### Nationalmannschaft
Mit der schottischen Nationalmannschaft nahm er 1991, 1993, 1995, 1997 und 1999 an Weltmeisterschaften teil. 1992 wurde er mit der Mannschaft Europameister. Der geborene Schotte Nicol hatte nach Jahren aktiver Repräsentation Schottlands mehr und mehr das Gefühl, von den Offiziellen des Verbands unzureichende Unterstützung zu erhalten. Am 21. März 2001 entschied sich Nicol daher, fortan für England zu spielen. Mit England folgten nochmals Weltmeisterschaftsteilnahmen in den Jahren 2003 und 2005. 2005 wurde er mit der Mannschaft Weltmeister. 2003, 2004, 2005 und 2006 wurde er außerdem mit England Europameister.

## Erfolge
- Weltmeister: 1999
- Weltmeister mit der Mannschaft: 2005
- Europameister mit der schottischen Mannschaft: 1992
- Europameister mit der englischen Mannschaft: 4 Titel (2003–2006)
- Gewonnene PSA-Titel: 52
- 60 Monate Weltranglistenerster
- World Games: Gold 2005
- Commonwealth Games:
  - 1998: Gold (Einzel) und Bronze (Doppel)
  - 2002: Silber (Einzel) und Gold (Doppel)
  - 2006: Gold (Einzel) und Gold (Doppel)
- Britischer Meister: 1996, 2003